# 无梗小檗
无梗小檗（学名：Berberis reticulinervis var. brevipedicellata）为小檗科小檗属下的一个变种。

## 扩展阅读
- 維基物種上的相關：无梗小檗